# Spectroreta
Spectroreta là một chi bướm đêm thuộc phân họ Drepaninae.